# Parc national des lacs Thirlmere
Le parc national des lacs Thirlmere est un parc de Nouvelle-Galles du Sud en Australie à 70 km au sud-ouest de Sydney. Ce parc national fait partie du site du patrimoine mondial de Unesco de la région des montagnes Bleues.